# Сезар (кинопремия, 1988)
13-я церемония вручения наград премии «Сезар» за заслуги в области французского кинематографа за 1987 год состоялась 12 марта 1988 года во Дворце конгресса (Париж, Франция). Президентом церемонии выступил чешско-американский режиссёр Милош Форман.
Автобиографическая драма Луи Маля «До свидания, дети» собрала семь наград (из девяти номинаций), включая призы за лучший фильм, лучшую режиссёрскую работу и лучший сценарий. Картина Мориса Пиалы «Под солнцем Сатаны», занявшая второе место по количеству номинаций (7), в итоге не удостоилась ни одной награды.

## Список лауреатов и номинантов
Количество наград/номинаций:
- 7/9: «До свидания, дети»
- 0/7: «Под солнцем Сатаны»
- 2/6: «Большая дорога»
- 1/6: «Тандем»
- 1/5: «Невинные»
- 1/4: «Агент-смутьян» / «Страсти по Беатрис»
- 1/2: «Крик совы» / «Поле чести» / «Фингал под глазом» / «Последний император»
- 0/2: «Мисс Мона» / «Устав от войны» / «Сподобившийся чуда» / «Маски» / «Друг моей подруги» / «Влюблённый мужчина»
- 1/1: «Travelling avant» / «Потерянное лето» / «Présence féminine» / «Маленький цирк всех цветов»

### Основные категории
• Победители выделены отдельным цветом. 
| Категории                                       | Лауреаты и номинанты                                                                        | Лауреаты и номинанты                                                                        |
| ----------------------------------------------- | ------------------------------------------------------------------------------------------- | ------------------------------------------------------------------------------------------- |
| Лучший фильм                                    | • До свидания, дети / Au revoir les enfants (режиссёр: Луи Маль)                            | • До свидания, дети / Au revoir les enfants (режиссёр: Луи Маль)                            |
| Лучший фильм                                    | • Большая дорога (Гран Шман) / Le Grand Chemin (режиссёр: Жан-Лу Юбер)                      |                                                                                             |
| Лучший фильм                                    | • Невинные / Les Innocents (режиссёр: Андре Тешине)                                         |                                                                                             |
| Лучший фильм                                    | • Под солнцем Сатаны / Sous le soleil de Satan (режиссёр: Морис Пиала)                      |                                                                                             |
| Лучший фильм                                    | • Тандем / Tandem (режиссёр: Патрис Леконт)                                                 |                                                                                             |
| Лучшая режиссура                                | • Луи Маль за фильм «До свидания, дети»                                                     | • Луи Маль за фильм «До свидания, дети»                                                     |
| Лучшая режиссура                                | • Жан-Лу Юбер (фр.) — «Большая дорога»                                                      |                                                                                             |
| Лучшая режиссура                                | • Андре Тешине — «Невинные»                                                                 |                                                                                             |
| Лучшая режиссура                                | • Морис Пиала — «Под солнцем Сатаны»                                                        |                                                                                             |
| Лучшая режиссура                                | • Патрис Леконт — «Тандем»                                                                  |                                                                                             |
| Лучший актёр                                    |                                                                                             | • Ришар Боренже — «Большая дорога» (за роль Пело)                                           |
| Лучший актёр                                    | • Жан Карме — «Мисс Мона» (фр.) (за роль мисс Моны)                                         |                                                                                             |
| Лучший актёр                                    | • Жерар Депардьё — «Под солнцем Сатаны» (за роль аббата Дониссана)                          |                                                                                             |
| Лучший актёр                                    | • Жерар Жюньо — «Тандем» (за роль Ривето)                                                   |                                                                                             |
| Лучший актёр                                    | • Кристоф Малавуа (фр.) — «Устав от войны» (фр.) (за роль Шарля Самбра)                     |                                                                                             |
| Лучший актёр                                    | • Жан Рошфор — «Тандем» (за роль Мишеля Мортеза)                                            |                                                                                             |
| Лучшая актриса                                  |                                                                                             | • Анемон — «Большая дорога» (за роль Марсель)                                               |
| Лучшая актриса                                  | • Сандрин Боннер — «Под солнцем Сатаны» (за роль Жермены Малорти/Мушетты)                   |                                                                                             |
| Лучшая актриса                                  | • Катрин Денёв — «Агент-смутьян» (фр.) (за роль Аманды Вебер)                               |                                                                                             |
| Лучшая актриса                                  | • Настасья Кински — «Болезнь любви» (за роль Жюльетт)                                       |                                                                                             |
| Лучшая актриса                                  | • Жанна Моро — «Сподобившийся чуда» (фр.) (за роль Сабины)                                  |                                                                                             |
| Лучший актёр второго плана                      |                                                                                             | • Жан-Клод Бриали — «Невинные» (за роль Клоца)                                              |
| Лучший актёр второго плана                      | • Жан-Пьер Кальфон (фр.) — «Крик совы» (за роль комиссара полиции)                          |                                                                                             |
| Лучший актёр второго плана                      | • Жан-Пьер Лео — «Поганые полицейские» (фр.) (за роль комиссара Бувреиля)                   |                                                                                             |
| Лучший актёр второго плана                      | • Ги Маршан — «Тонуть запрещается» (фр.) (за роль инспектора Леройе)                        |                                                                                             |
| Лучший актёр второго плана                      | • Том Новамбр (фр.) — «Агент-смутьян» (за роль Викториена)                                  |                                                                                             |
| Лучшая актриса второго плана                    |                                                                                             | • Доминик Лаванан (фр.) — «Агент-смутьян» (за роль Катрин «Карен» Дарилье)                  |
| Лучшая актриса второго плана                    | • Сильви Жоли — «Сподобившийся чуда» (за роль мадам Фокс Терье)                             |                                                                                             |
| Лучшая актриса второго плана                    | • Анна Карина — «Отель „Кайенна“» (фр.) (за роль Лолы)                                      |                                                                                             |
| Лучшая актриса второго плана                    | • Бернадетт Лафон — «Маски» (за роль Патрисии)                                              |                                                                                             |
| Лучшая актриса второго плана                    | • Мари Лафоре — «Проклятый Фернан» (фр.) (за роль Лотты)                                    |                                                                                             |
| Самый многообещающий актёр                      |                                                                                             | • Тьерри Фремон (фр.) — «Travelling avant»                                                  |
| Самый многообещающий актёр                      | • Крис Кампьон (фр.) — «Поле чести» (фр.)                                                   |                                                                                             |
| Самый многообещающий актёр                      | • Паскаль Лежитимюс (фр.) — «Фингал под глазом» (фр.)                                       |                                                                                             |
| Самый многообещающий актёр                      | • Франсуа Негре (фр.) — «До свидания, дети»                                                 |                                                                                             |
| Самая многообещающая актриса                    |                                                                                             | • Матильда Май — «Крик совы»                                                                |
| Самая многообещающая актриса                    | • Анн Броше (фр.) — «Маски»                                                                 |                                                                                             |
| Самая многообещающая актриса                    | • Жюли Дельпи — «Страсти по Беатрис» (фр.)                                                  |                                                                                             |
| Самая многообещающая актриса                    | • Софи Ренуар (фр.) — «Друг моей подруги» (фр.)                                             |                                                                                             |
| Лучший оригинальный или адаптированный сценарий |                                                                                             | • Луи Маль — «До свидания, дети»                                                            |
| Лучший оригинальный или адаптированный сценарий | • Эрик Ромер — «Друг моей подруги»                                                          |                                                                                             |
| Лучший оригинальный или адаптированный сценарий | • Жан-Лу Юбер — «Большая дорога»                                                            |                                                                                             |
| Лучший оригинальный или адаптированный сценарий | • Коло Тавернье (фр.) — «Страсти по Беатрис»                                                |                                                                                             |
| Лучший оригинальный или адаптированный сценарий | • Патрик Девольф (фр.), Патрис Леконт — «Тандем»                                            |                                                                                             |
| Лучшая музыка к фильму                          |                                                                                             | • Мишель Порталь (фр.) — «Поле чести»                                                       |
| Лучшая музыка к фильму                          | • Габриэль Яред — «Агент-смутьян»                                                           |                                                                                             |
| Лучшая музыка к фильму                          | • Филипп Сард — «Невинные»                                                                  |                                                                                             |
| Лучший монтаж                                   | • Эммануэль Кастро (фр.) — «До свидания, дети»                                              | • Эммануэль Кастро (фр.) — «До свидания, дети»                                              |
| Лучший монтаж                                   | • Раймон Гуйо (фр.) — «Большая дорога»                                                      |                                                                                             |
| Лучший монтаж                                   | • Ян Деде (фр.) — «Под солнцем Сатаны»                                                      |                                                                                             |
| Лучшая работа оператора                         | • Ренато Берта — «До свидания, дети»                                                        | • Ренато Берта — «До свидания, дети»                                                        |
| Лучшая работа оператора                         | • Патрик Блосье (фр.) — «Мисс Мона»                                                         |                                                                                             |
| Лучшая работа оператора                         | • Вилли Курант — «Под солнцем Сатаны»                                                       |                                                                                             |
| Лучшие декорации                                |                                                                                             | • Уилли Холт (фр.) — «До свидания, дети»                                                    |
| Лучшие декорации                                | • Жан-Пьер Кою-Свелко (фр.) — «Внутренние враги» (фр.)                                      |                                                                                             |
| Лучшие декорации                                | • Ги-Клод Франсуа — «Страсти по Беатрис»                                                    |                                                                                             |
| Лучшие костюмы                                  | • Жаклин Моро (фр.) — «Страсти по Беатрис»                                                  | • Жаклин Моро (фр.) — «Страсти по Беатрис»                                                  |
| Лучшие костюмы                                  | • Коринн Жорри — «До свидания, дети»                                                        |                                                                                             |
| Лучшие костюмы                                  | • Ольга Берлути — «Устав от войны»                                                          |                                                                                             |
| Лучший звук                                     | • Жан-Клод Лоро (фр.), Бернар Леруа, Клод Вилланд (фр.) — «До свидания, дети»               | • Жан-Клод Лоро (фр.), Бернар Леруа, Клод Вилланд (фр.) — «До свидания, дети»               |
| Лучший звук                                     | • Доминик Эннекен (фр.), Жан-Луи Угетто (фр.) — «Невинные»                                  |                                                                                             |
| Лучший звук                                     | • Бернар Батс (фр.), Жерар Лампс (фр.) — «Влюблённый мужчина»                               |                                                                                             |
| Лучший дебютный фильм                           | • Фингал под глазом / L'Œil au beur(re) noir (режиссёр: Серж Мейнар)                        | • Фингал под глазом / L'Œil au beur(re) noir (режиссёр: Серж Мейнар)                        |
| Лучший дебютный фильм                           | • Разбитый апрель / Avril brisé (режиссёр: Лирия Бежеа)                                     |                                                                                             |
| Лучший дебютный фильм                           | • Флаг / Flag (режиссёр: Жак Санти)                                                         |                                                                                             |
| Лучший дебютный фильм                           | • Красная юбка / Le Jupon rouge (режиссёр: Женевьева Лефевр)                                |                                                                                             |
| Лучший дебютный фильм                           | • Монах и колдунья / Le Moine et la Sorcière (режиссёр: Сюзанн Шиффман)                     |                                                                                             |
| Лучший короткометражный документальный фильм    | • Потерянное лето / L'Été perdu (реж. Доминик Терон)                                        | • Потерянное лето / L'Été perdu (реж. Доминик Терон)                                        |
| Лучший короткометражный документальный фильм    | • Pour une poignée de Kurus (реж. Кристиан Рембо, Gilbert Augerau)                          |                                                                                             |
| Лучший короткометражный игровой фильм           | • Présence féminine (реж. Эрик Рошан)                                                       | • Présence féminine (реж. Эрик Рошан)                                                       |
| Лучший короткометражный игровой фильм           | • По словам Марии / D'après Maria (реж. Жан-Клод Робер)                                     |                                                                                             |
| Лучший короткометражный игровой фильм           | • Pétition (реж. Жан-Луи Комолли)                                                           |                                                                                             |
| Лучший короткометражный анимационный фильм      | • Маленький цирк всех цветов / Le petit cirque de toutes les couleurs (реж. Жак-Реми Жерар) | • Маленький цирк всех цветов / Le petit cirque de toutes les couleurs (реж. Жак-Реми Жерар) |
| Лучший короткометражный анимационный фильм      | • Трансатлантический / Transatlantique (реж. Брюс Кребс)                                    |                                                                                             |
| Лучший постер (фр. Meilleure Affiche)           | • «Тандем» — Стефан Беликофф, Сади Нури                                                     | • «Тандем» — Стефан Беликофф, Сади Нури                                                     |
| Лучший постер (фр. Meilleure Affiche)           | • «Последний император» — Филипп Лемуан                                                     |                                                                                             |
| Лучший постер (фр. Meilleure Affiche)           | • «Под солнцем Сатаны» — Бенжамин Балтимор, Люк Ру                                          |                                                                                             |
| Лучший постер (фр. Meilleure Affiche)           | • «Влюблённый мужчина» — Филипп Лемуан                                                      |                                                                                             |
| Лучший иностранный фильм                        | • Последний император / The Last Emperor (Италия, Великобритания, реж. Бернардо Бертолуччи) | • Последний император / The Last Emperor (Италия, Великобритания, реж. Бернардо Бертолуччи) |
| Лучший иностранный фильм                        | • Небо над Берлином / Der Himmel über Berlin (ФРГ, Франция, реж. Вим Вендерс)               |                                                                                             |
| Лучший иностранный фильм                        | • Неприкасаемые / The Untouchables (США, реж. Брайан Де Пальма)                             |                                                                                             |
| Лучший иностранный фильм                        | • Интервью / Intervista (Италия, реж. Федерико Феллини)                                     |                                                                                             |
| Лучший иностранный фильм                        | • Очи чёрные (СССР, Италия, реж. Никита Михалков)                                           |                                                                                             |

### Специальная награда
| Почётный «Сезар» | • Серж Зильберман |